# Rémy Card
Rémy Card (* 1966) ist ein französischer Softwareentwickler, bekannt für seine Beiträge zum Linux-Kernel. Er ist der Hauptentwickler des Dateisystems extended file system und seines Nachfolgers ext2.
Aktuell lehrt Card als Informatikprofessor an der Universität Pierre und Marie Curie.

## Werke
- Rémy Card: Programacion Linux. Gestion 2000, 1997, ISBN 84-8088-207-7.
- Rémy Card,  Eric Dumas, Franck Mével: The Linux Kernel Book. Wiley, 1998, ISBN 0-471-98141-9.